# Pascal Delhommeau
Pascal Delhommeau (Nantes, 14 agosto 1978) è un ex calciatore francese, di ruolo difensore.

## Palmarès

### Club

#### Competizioni nazionali
- Campionato francese: 1

Nantes: 2000-2001
- Coppa di Francia: 2

Nantes: 1998-1999, 1999-2000
- Supercoppa francese: 1

Nantes: 1999